# Baćevac
Baćevac (em cirílico:Баћевац) é uma vila da Sérvia localizada no município de Barajevo, pertencente ao distrito de Belgrado, na região de Šumadija. Possuía uma população de 1911 habitantes segundo o censo de 2009.

## Demografia
| 1948  | 1953  | 1961  | 1971 | 1981  | 1991  | 2002  |
| ----- | ----- | ----- | ---- | ----- | ----- | ----- |
| 1 067 | 1 110 | 1 031 | 971  | 1 092 | 1 220 | 1 624 |